# Rama Varma XIV
Rama Varma XIV (Thrippunithura, 1848 – Thrippunithura, luglio 1888) è stato un principe indiano.
Fu Maharaja di Cochin dal 1864 al 1888.

## Biografia
Rama Varma era nipote del suo predecessore al trono, Ravi Varma IV. Rama Varma si dimostrò sempre particolarmente fedele all'amministrazione britannica dell'India, ma fu essenzialmente un monarca debole e afflitto da continue malattie per tutta la durata del suo regno. La sua amministrazione fu perlopiù in mano ai suoi diwan, T. Sankunni Menon sino al 1879 e poi suo fratello T. Govinda Menon dal 1879 in poi. Presenziò alla visita del principe di Galles a Madras nel 1876. Fece costruire il Puthen Bungalow ed il Mani Malika a Thrippunithura.
Rama Varma morì a Thrippunithura nel luglio del 1888.